# Teatre de Montsió
El Teatre de Montsió va funcionar entre 1837 i 1845 a l'antic convent de Montsió, al carrer del mateix nom de Barcelona. S'hi van representar obres de text i òperes. Va ser gestionat pel Liceo Filodramático de Montesión i va ser l'immediat precedent del Gran Teatre del Liceu.

## Història
A la dècada de 1830, amb les guerres carlines, van proliferar milícies locals que tenien com a missió el manteniment de l'ordre públic i els principis constitucionals. A Barcelona, el batalló número 8 de la Milícia Nacional, comandat per Manuel Gibert Sans, va decidir de fer balls a la seva caserna, ubicada a l'antic monestir de Montsió (a l'illa entre el carrer de Montsió, el Portal de l'Àngel i el carrer Comtal), per tal de recaptar fons per a mantenir-se. L'èxit dels balls va portar a decidir d'oferir-hi també espectacles teatrals, de caràcter amateur. Per fer-ho, es van constituir com a societat, amb el nom de Sociedad Dramática de Aficionados.
Es va condicionar un espai del convent com a teatre, capaç per a unes 600 persones, que va rebre el nom de «Teatre de Montsió» i es va inaugurar el 21 d'agost de 1837 amb la comèdia de Ventura de la Vega El marido de mi mujer, seguida d'un ball i un sainet. La supressió del batalló, la tardor de 1837, no va afectar la marxa del teatre ni de la societat, que continuaren en funcionament, aquesta amb el nou nom de Liceu Filharmònic Dramàtic Barcelonès, més conegut com a Liceu de Montsió.
De mica en mica, la programació es va anar orientat cap a la música. El gener de 1838 es va crear una institució dedicada a l'ensenyament de la música i les arts teatrals, que és l'origen del Conservatori Superior de Música del Liceu. El director va ser-ne el músic Marià Obiols.
El 3 de febrer de 1838 va tenir lloc la primera representació d'òpera: Norma, de Vincenzo Bellini, amb cantants aficionats, estudiants i alguns professionals. A partir de llavors, les representacions d'òpera van continuar. El repertori va ser bàsicament italià, amb predomini de les obres de Gaetano Donizetti i Saverio Mercadante, i algunes de Bellini, Rossini i l'estrena a Barcelona Zampa, de Ferdinand Hérold.
El Teatre de la Santa Creu va voler acabar amb la naixent competència, però Gibert va aconseguir de la reina regent la cessió del convent al Liceu, a més del permís per a afegir al nom de l'entitat el de la reina: Liceu Dramàtic Filharmònic de S. M. Isabel II, el mateix 1838. Les funcions es van anar professionalitzant i el teatre va veure, a més d'obres ja conegudes a la ciutat, estrenes d'òperes que no s'hi havien representat.
El 1843, l'Ajuntament de Barcelona va estar a punt de desposseir l'entitat de la propietat del convent, per tal de donar-lo a un altre batalló de la milícia. Des de llavors, hom va pensar de trobar un nou terreny on bastir un teatre major i de propietat del Liceu. Joaquim de Gispert, un dels socis, va promoure la compra dels terrenys de l'antic convent dels trinitaris, a la Rambla, que van ser adjudicats a perpetuïtat al Liceu per una reial ordre de març de 1844. Mentrestant, les monges exclaustrades van obtenir la restitució del convent a l'orde i van tornar a instal·lar-s'hi. El 8 de setembre de 1845 s'hi donaren les últimes funcions teatrals. La societat del Liceu, ja havia fet el projecte de construcció del teatre i se n'havien començat les obres: el 1847, s'inauguraria el nou Gran Teatre del Liceu. El mateix 1847 Víctor Balaguer fou nomenat «poeta oficial del Liceu».

## Història artística
Dirigit per Obiols, el teatre se centrà en els autors de més èxit del moment, Donizetti i Mercadante, a més d'altres com ara Rossini o Bellini. A banda del repertori habitual i ja conegut, es van programar algunes òperes que mai no s'havien representat a Barcelona, avançant-se al rival Teatre de la Santa Creu. Aquestes van ser: Il conte di Essex, de Saverio Mercadante (1838); Il giuramento i Ugero il danese, de Mercadante, Marino Faliero i Gemma di Vergy de Donizetti i Zampa, de Ferdinand-Louis Hérold (1839-1840), i Otto mesi in due ore (o Gli esiliati in Siberia), de Donizetti, i La testa di bronzo de Mercadante (1840-1841).